# Mollisia lychnidis
Mollisia lychnidis är en svampart som först beskrevs av Karl Wilhelm Gottlieb Leopold Fuckel, och fick sitt nu gällande namn av Sacc. & Traverso 1911. Mollisia lychnidis ingår i släktet Mollisia och familjen Dermateaceae.   Inga underarter finns listade i Catalogue of Life.